# Fernand Dubé
Pour les articles homonymes, voir Dubé.
Fernand G. Dubé, né le 29 décembre 1928 à Edmundston au Nouveau-Brunswick et mort le 5 octobre 1999 à Campbellton au Nouveau-Brunswick, est un avocat, notaire et homme politique canadien.

## Biographie
Fernand G. Dubé est né le 29 décembre 1928 à Edmundston, au Nouveau-Brunswick. Son père est Paul Léon Dubé et sa mère est Lumina Lavoie. Il étudie à l'Université d'Ottawa puis à l'Université du Nouveau-Brunswick. Il épouse Monique Maltais le 27 juin 1959 et le couple a quatre enfants.
Il est député de Campbellton à l'Assemblée législative du Nouveau-Brunswick de 1974 à 1987 en tant que progressiste-conservateur. Il est aussi ministre de l'Environnement et ministre du Tourisme de 1974 à 1978, ministre des Finances et ministre chargé des politiques de l'Énergie de 1978 à 1983, ministre de la Justice de 1982 1985 et ministre du Commerce et de la Technologie de 1985 à 1987.
Il est président du comité du centenaire de Campbellton en 1967, président de la Commission du festival du Saumon de Campbellton entre 1968 et 1970 et président du Club de hockey Tigers, dans la même ville, entre 1970 et 1971.
Il est décède en 5 octobre 1999 à l'âge de 70 ans à Campbellton dans la même province.